# Cynopterus sphinx
El murciélago de la fruta de nariz corta (Cynopterus sphinx) es una especie de murciélago de la familia de los megaquirópteros. Se encuentra en Bangladés, Bután, Camboya, China, India, Indonesia, Laos , Malasia, Birmania, Filipinas, Sri Lanka, Tailandia y Vietnam. Tiene una gran variedad de hábitats naturales, que van desde las zonas rurales hasta los paisajes urbanos, pasando por bosques primarios y secundarios. No hay ninguna amenaza significativa para la supervivencia de esta especie. 